# Fialho de Almeida
José Valentim Fialho de Almeida, más conocido como Fialho de Almeida, fue un médico y escritor portugués, nacido en Vila de Frades, Portugal, el 7 de mayo de 1857 y fallecido en la ciudad portuguesa de Cuba (Portugal), Alentejo, el 4 de marzo de 1911. En su prosa postromántica se destaca el estilo naturalista.
Joven, es enviado a Lisboa para cursar estudios. Trabaja en una farmacia, mientras estudia y atraviesa dificultades económicas. Se gradúa finalmente en la escuela médico quirúrgica en 1885, aunque se dedica al periodismo y a la literatura hasta 1893, año en el que abandona Lisboa y regresa a su ciudad natal.

## Obras
- 1881 - Contos
- 1882 - A Cidade do Vício
- 1889-1894 - Os Gatos
- 1890 - Pasquinadas
- 1890 - Lisboa Galante
- 1892 - Vida Irônica
- 1893 - O País das Uvas
- 1900 - A Esquina
- 1910 - Barbear, Pentear

- Publicados póstumamente:
- 1921 - Aves Migradoras (e-book)
- 1921 - Estâncias d'Arte e de Saúde
- 1922 - Figuras de Destaque
- 1925 - Atores e Autores
- 1925 - Vida Errante
- 1996 - "Cadernos de viagem. Galiza, 1905"